# Musée Frank-A.-Perret

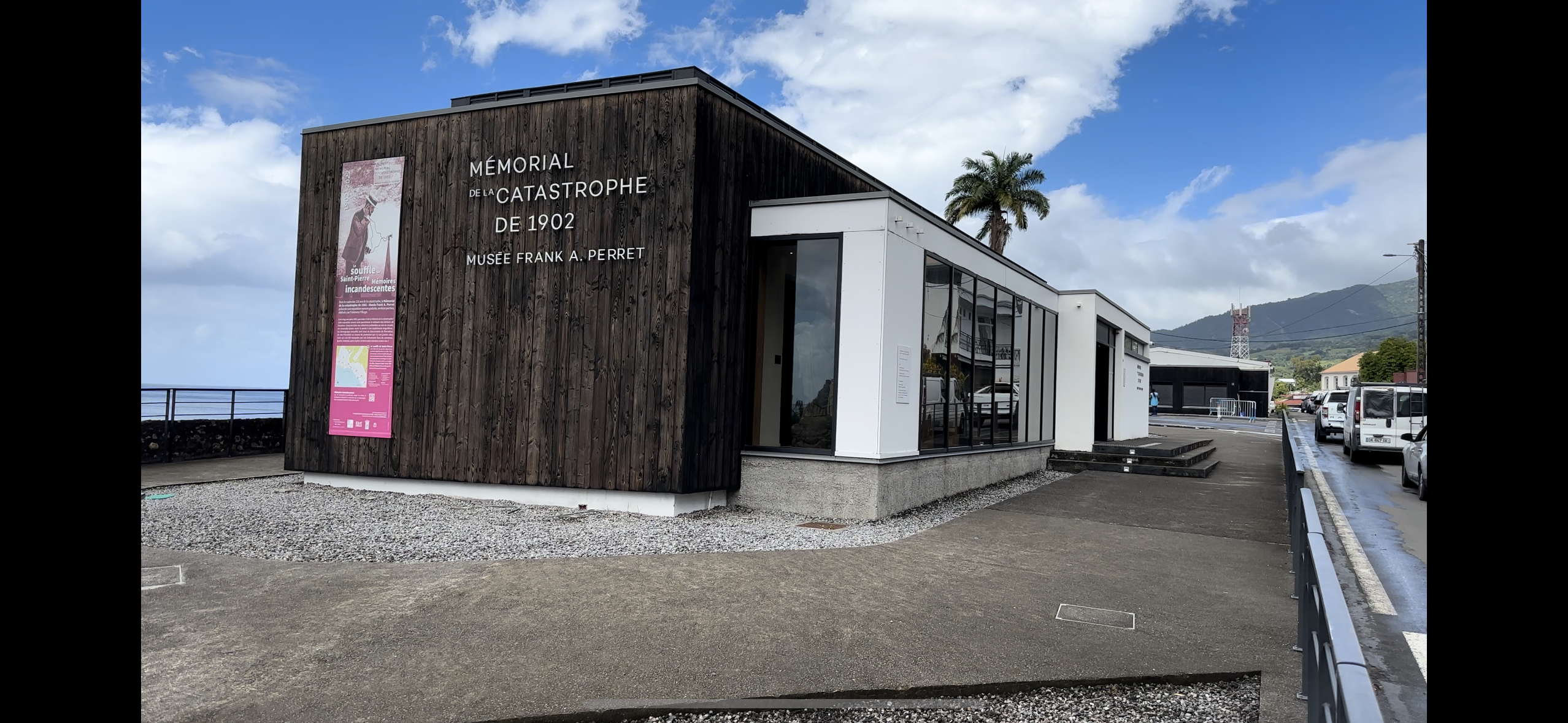

Le musée Franck-A.-Perret est un musée situé à Saint-Pierre, en Martinique, en haut de la rue Victor-Hugo, sur les lieux d’une batterie de canons qui défendaient la baie de Saint-Pierre, le « petit Paris des Antilles », alors capitale économique et culturelle de la Martinique.

## Histoire
Ce musée de France, au sens de la loi no 2002-5 du 4 janvier 2002, a été inauguré en 1933, par Frank Alvord Perret, volcanologue autodidacte, ingénieur de formation, d'origine américaine. Séjournant à Saint-Pierre entre 1929 et 1942, il contribue, outre son activité de recherche, à la réappropriation de la ville en participant aux travaux de dégagement de la cité ensevelie par les dépôts éruptifs de 1902.
Son projet de musée est mené à bien avec le soutien de contributeurs nord-américains et martiniquais tandis que le terrain lui est alloué par la ville. Le ministère des Colonies lui verse une subvention de 30 000 francs en contrepartie du legs du musée à sa mort. Musée privé à l'origine, Perret en fait don à la commune de son vivant. À sa mort en 1943, le musée revient à la ville qui le remanie en 1969. Le musée a été attaché au service de météorologie et de géophysique. Il est maintenant pris en charge par la commune de Saint-Pierre.
Les collections continuent de s'enrichir par des dons privés au fur et à mesure des dégagements.
L'appellation originelle du musée, musée vulcanologique Frank-Perret, altérée lors de la récente réfection de la façade du musée.
Le 4 mai 2024, à Portimão (Portugal), Le Musée Frank A. Perret a reçu une mention spéciale lors de la cérémonie de remise des prix de l’European Museum of the Year Award / Prix du Musée européen de l’année (EMYA) 2024, organisée par l'European Museum Forum

## Présentation
Frank Alvord Perret a rassemblé ce qu'il pouvait de documents, archives, photographies, objets trouvés dans les décombres, comme témoignage de ce qui s'est produit lors de l'éruption de la montagne Pelée en 1902. Ce petit musée chargé d'histoire évoque la vie de la cité avant, pendant et après la catastrophe du 8 mai 1902. Sa collection de photographies, de gravures et d'objets illustrent le quotidien des Pierrotins avant l’éruption tandis que le bourdon déformé de la cathédrale, le verre amalgamé, la fameuse nuée ardente et les bombes volcaniques rappellent comment en un instant la ville fut jadis dévastée.
Le musée présente également des documents et des photographies du petit Paris des Antilles à l'époque où la ville était la capitale économique et culturelle de la Martinique.

## Galerie photos

### Intérieur

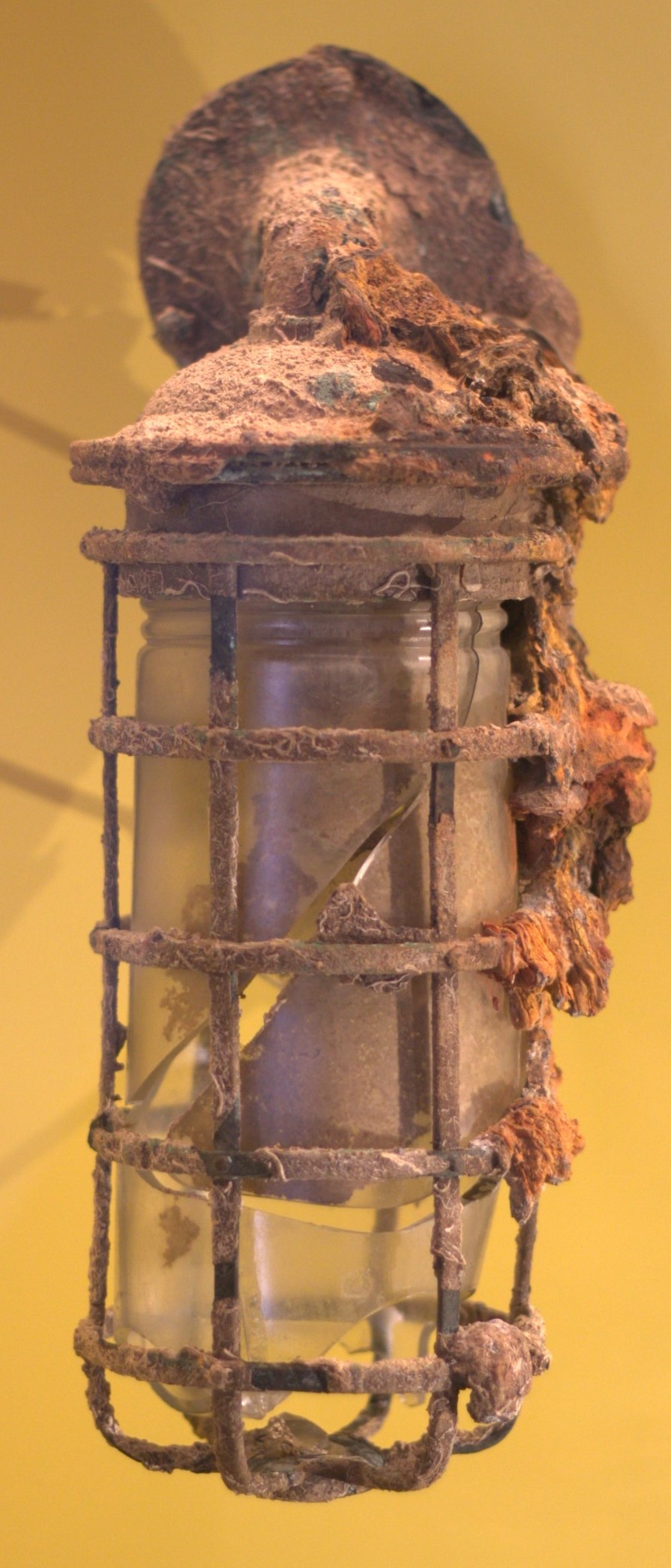
Lampe Coursive  du SSRoraima. Preté par la DRASSM au musée Franck A. PERRET de saint pierre Martinique.
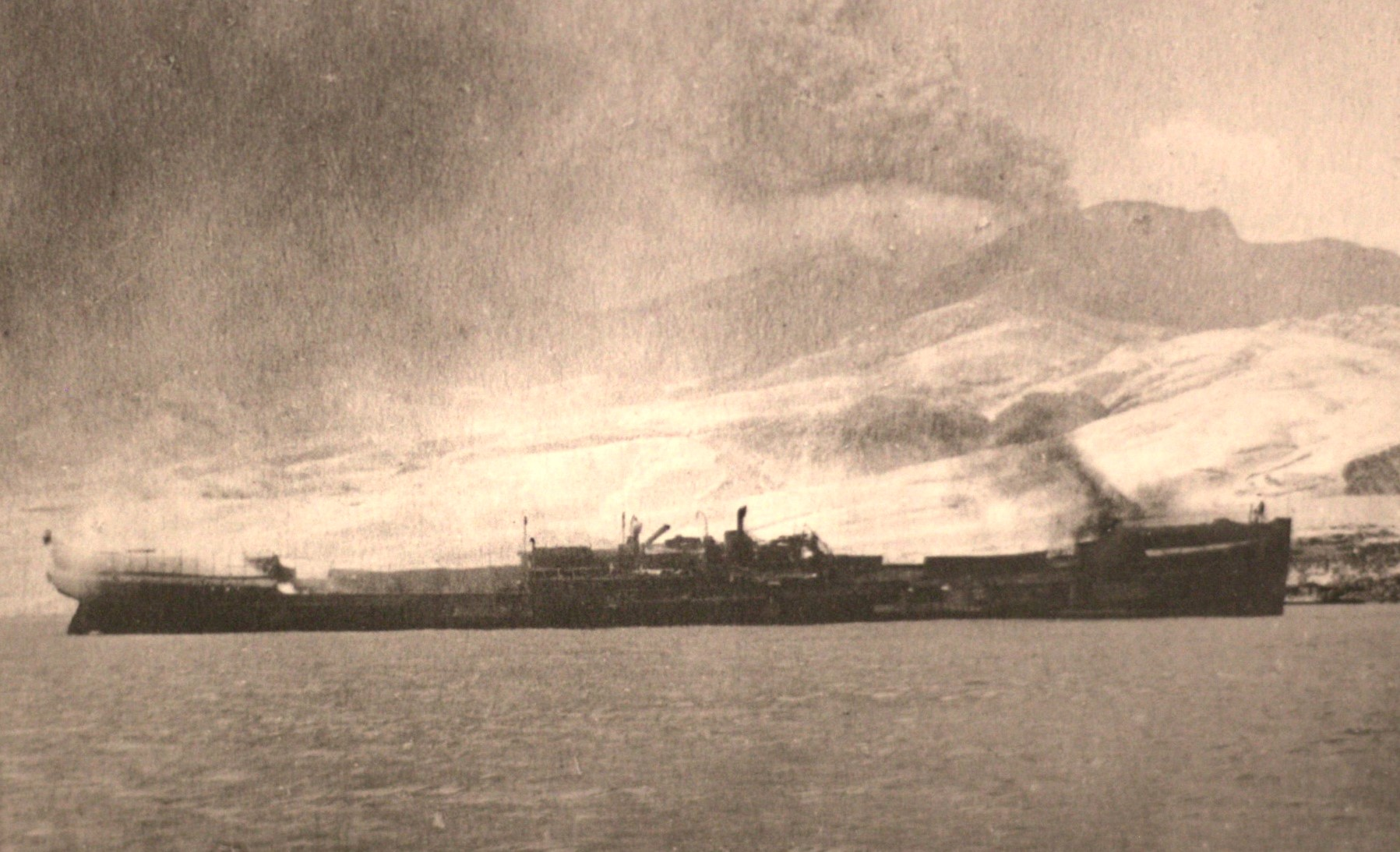
SSRoraima en feux. Prise au musée Franck A. PERRET de saint pierre Martinique.
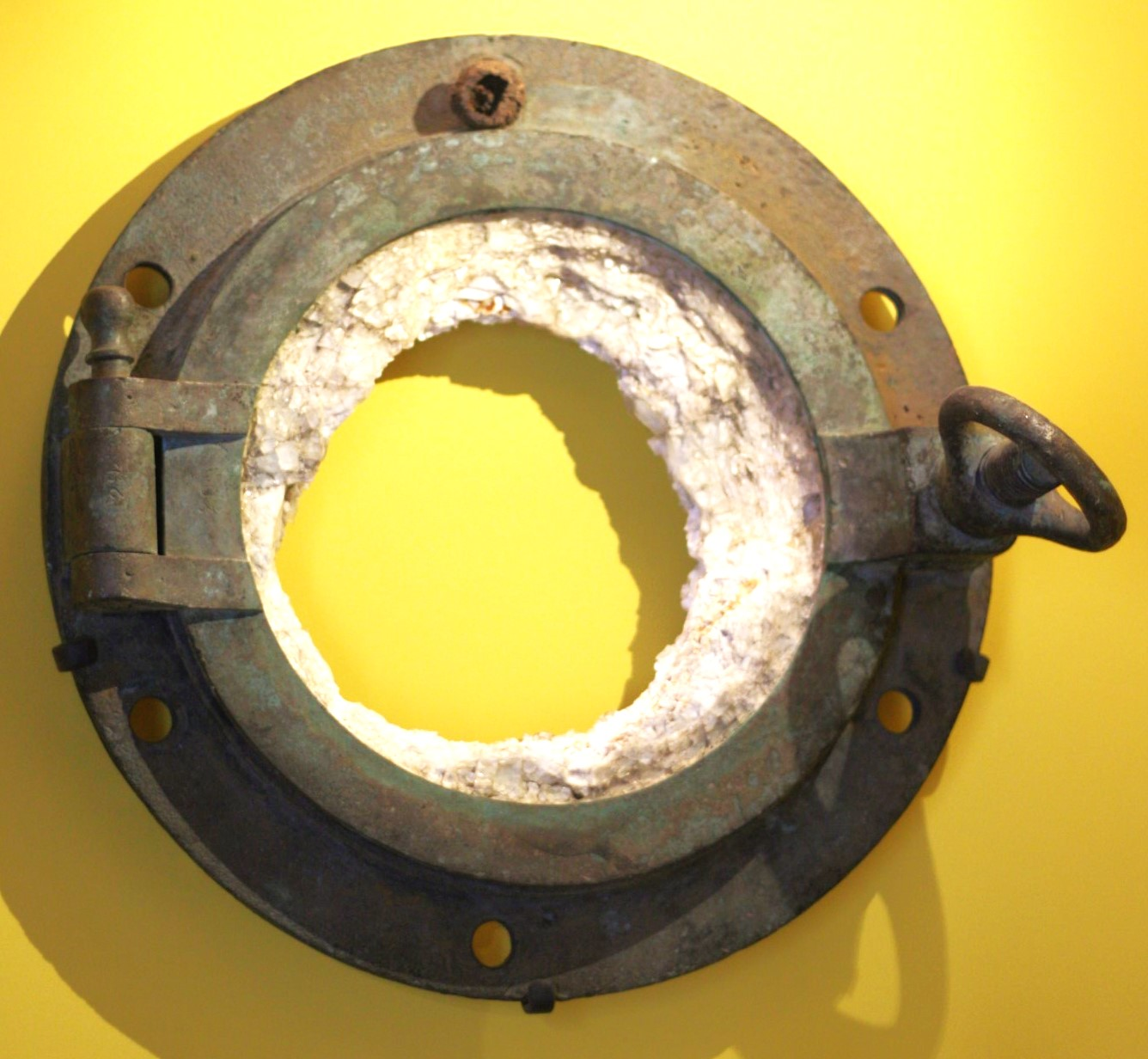
Hublo du SSRoraima. Preté par la DRASSM au musée Franck A. PERRET de saint pierre Martinique.
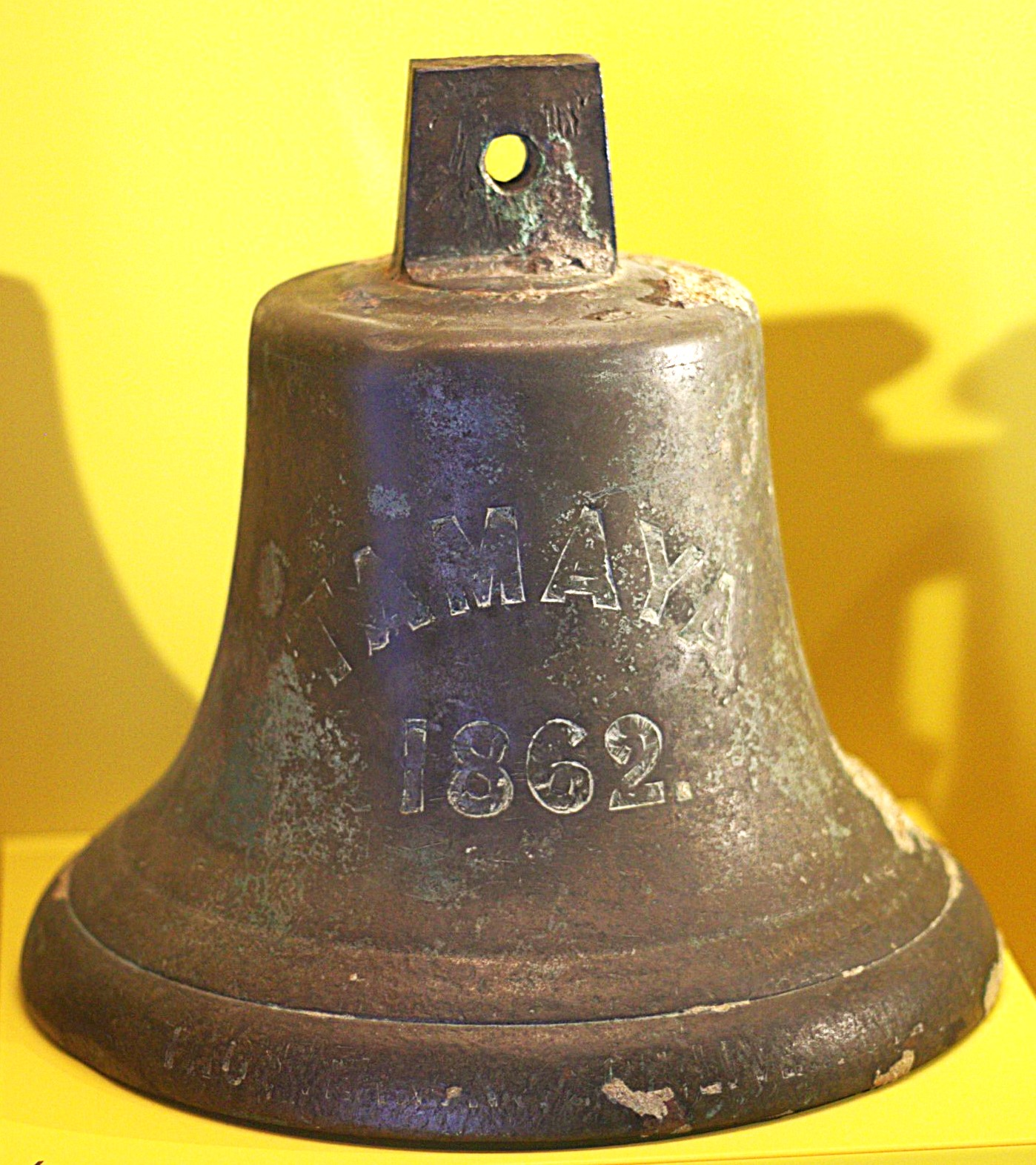
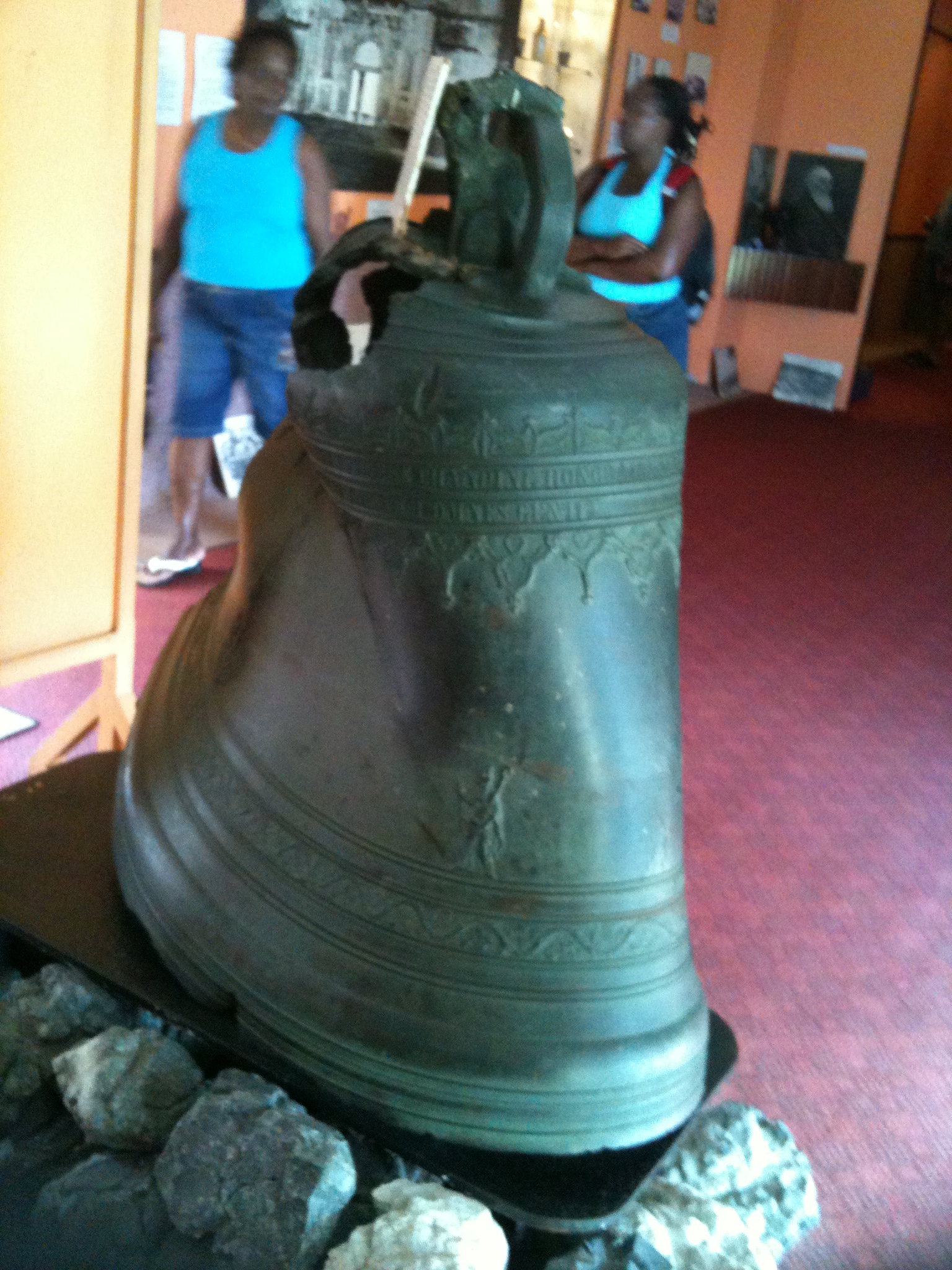
Le bourdon de la cathédrale.

### Extérieure

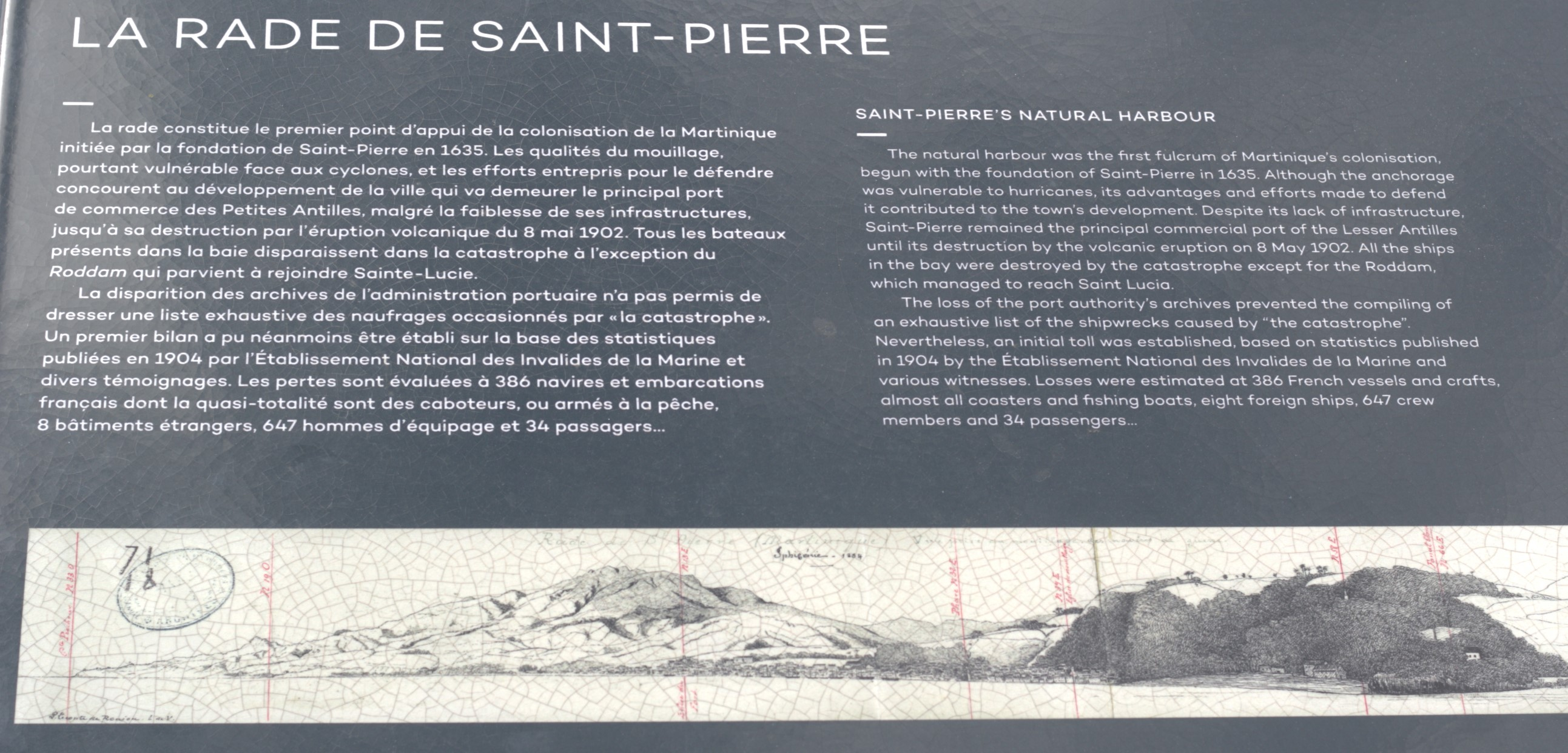
La rade de saint pierre
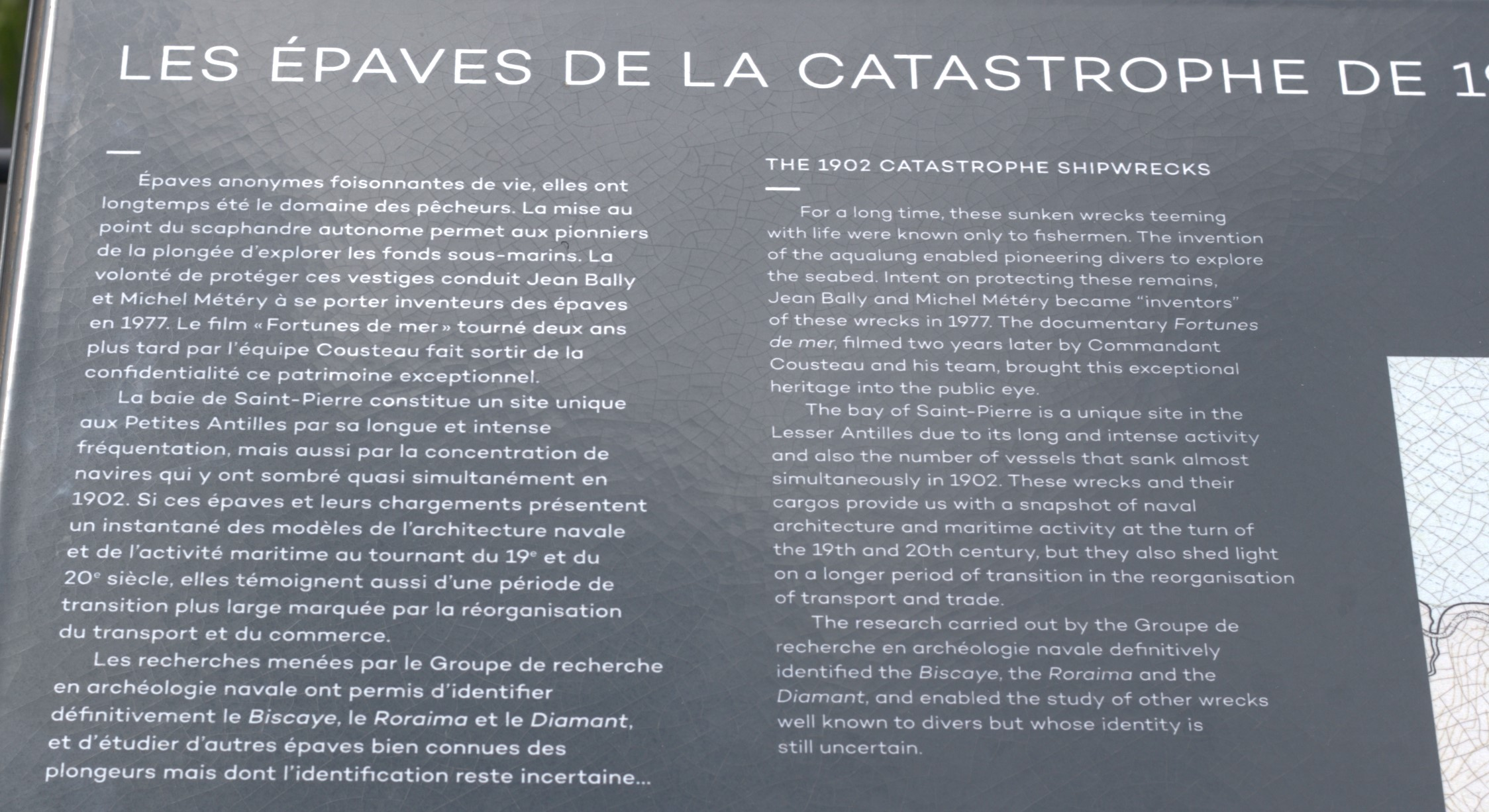
Les Épaves de la catastrophe
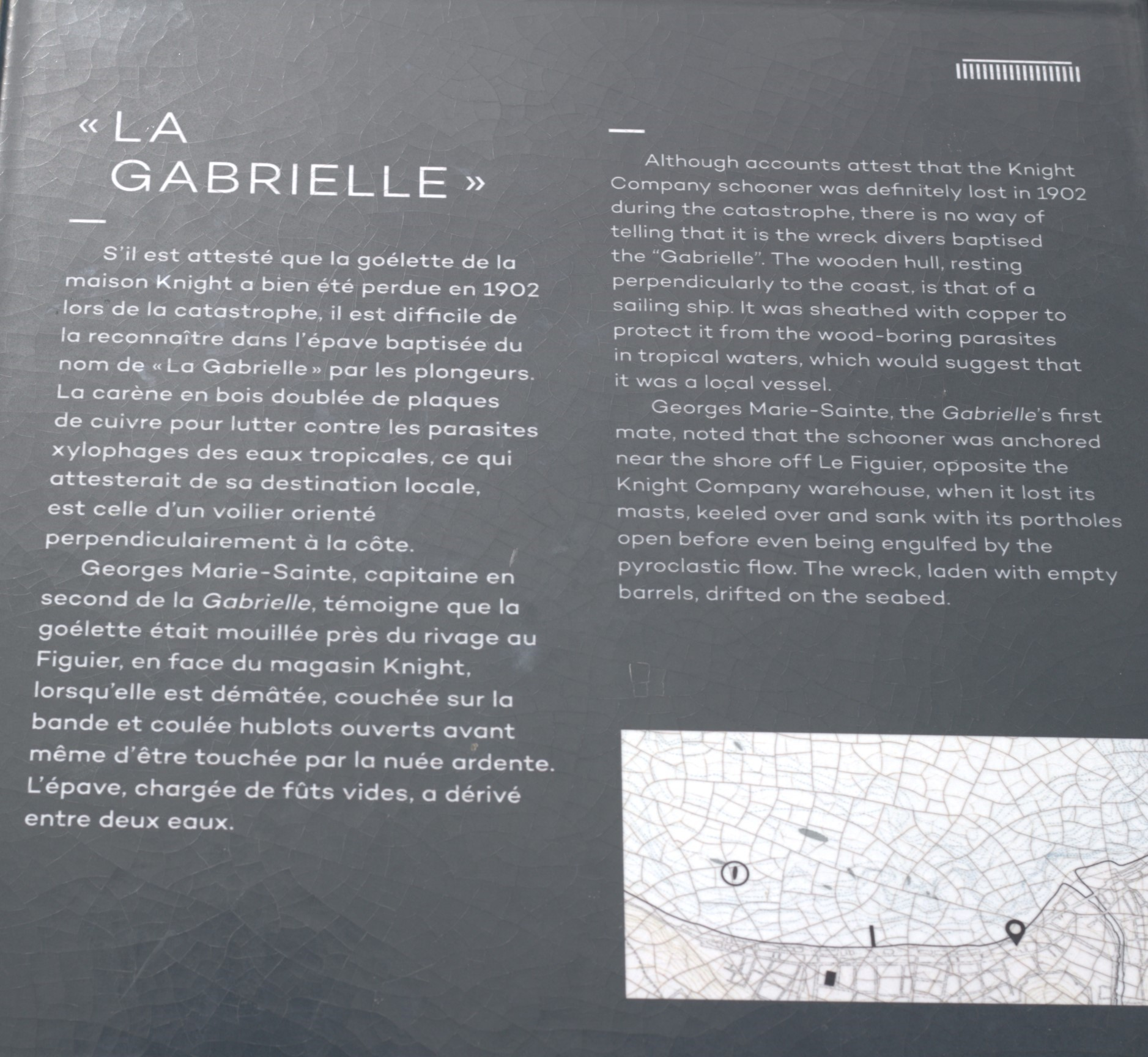
la Gabrielle
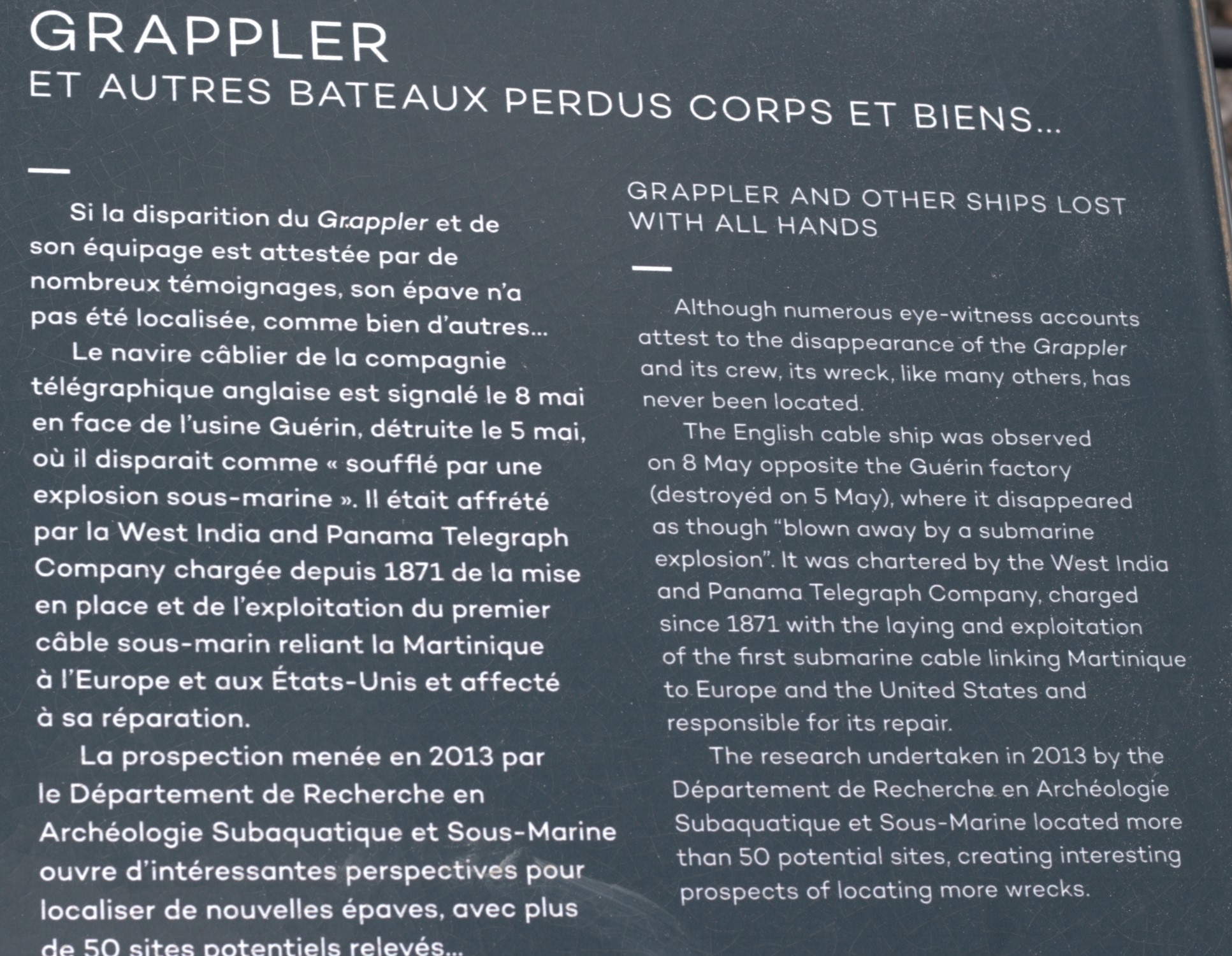
Grappler
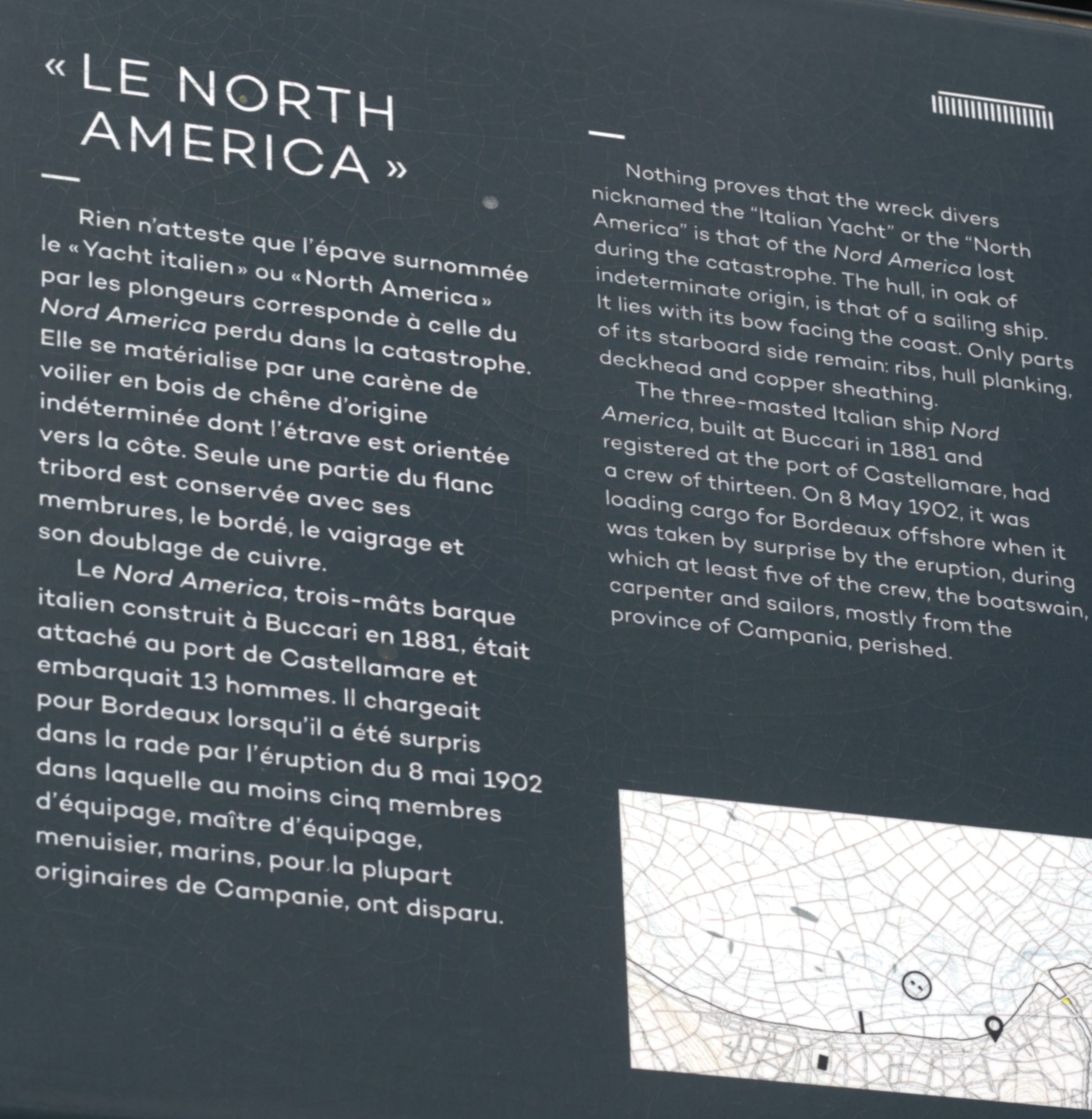
North America
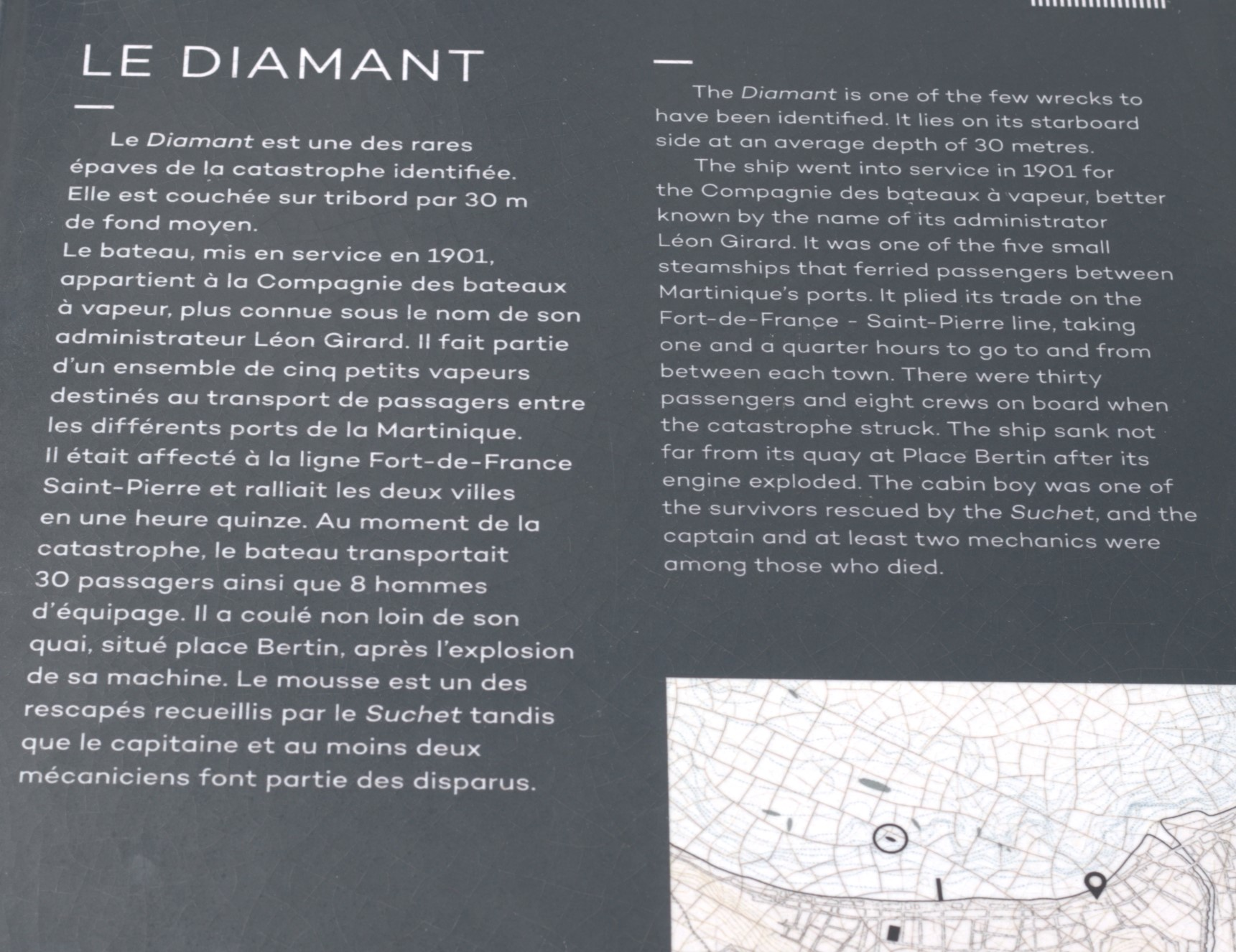
Diamant
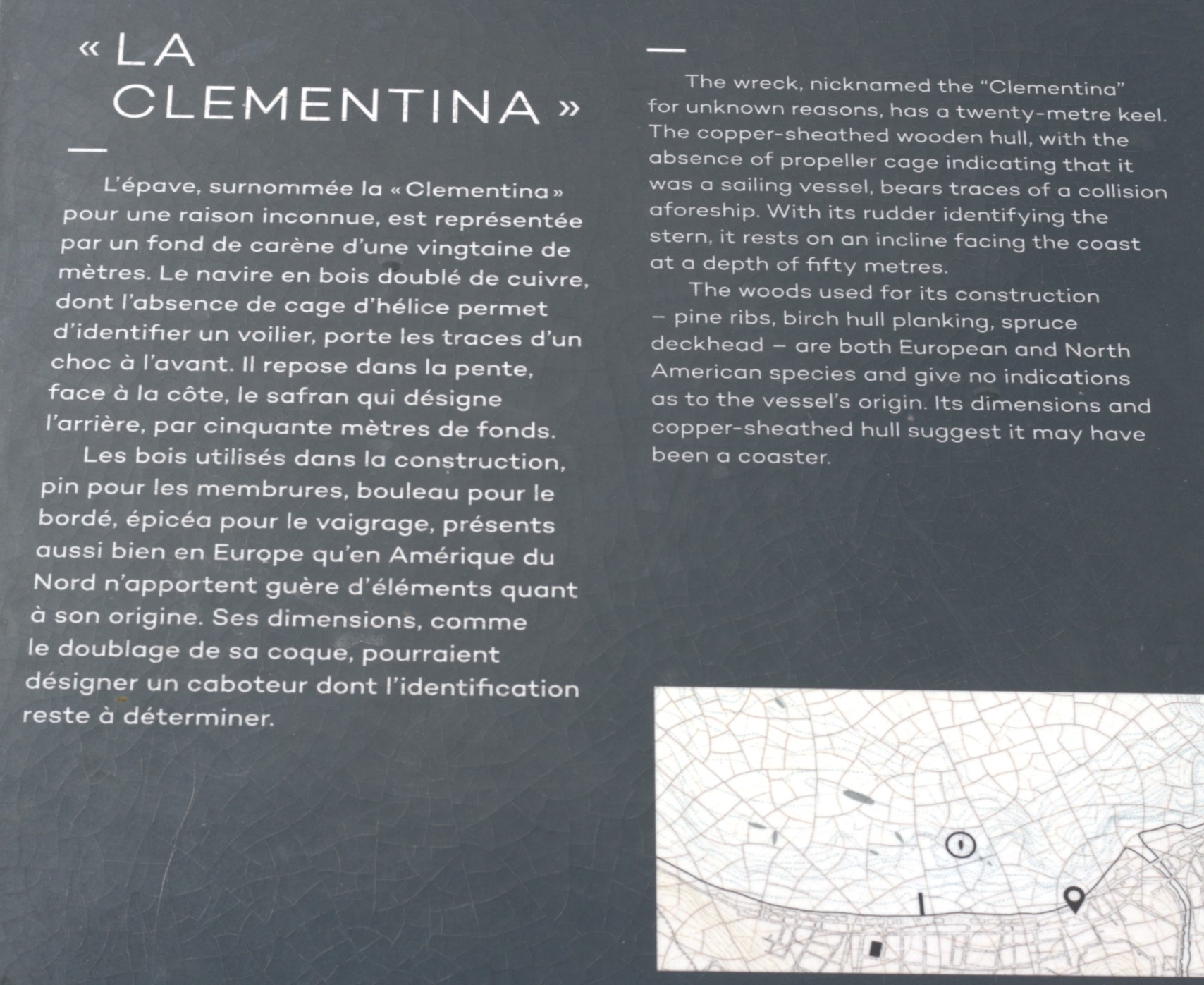
Clementina
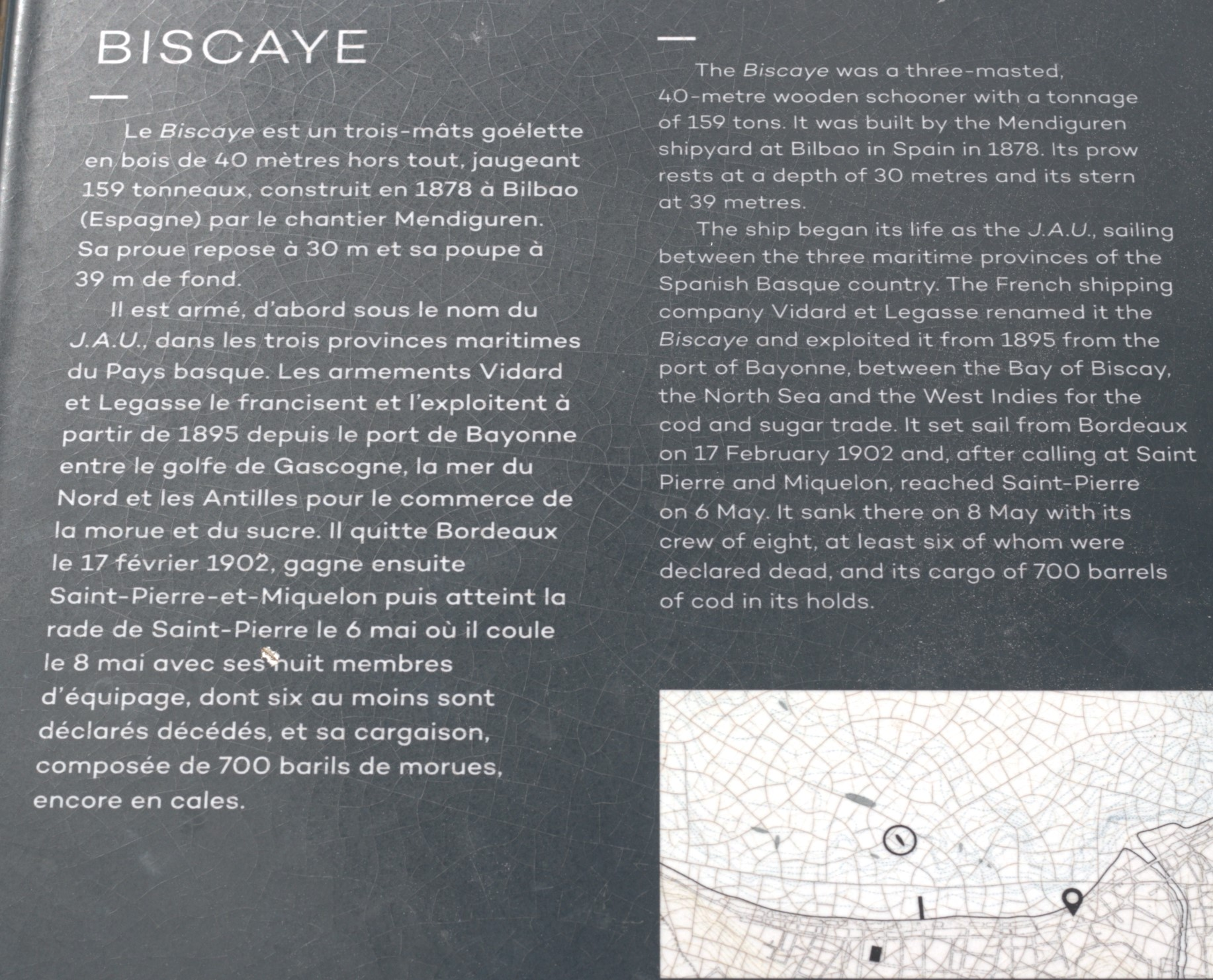
Biscaye
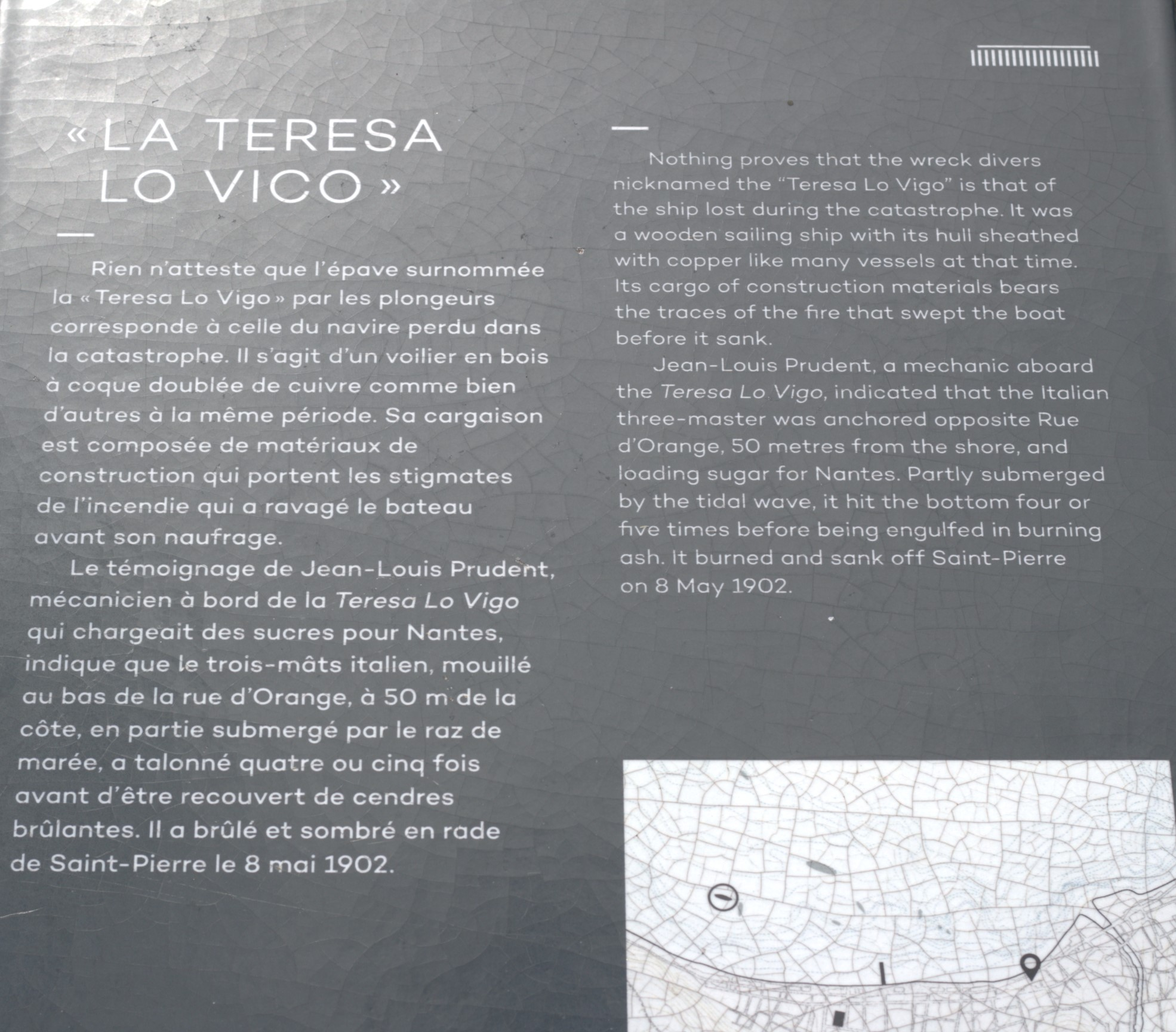
Teresa
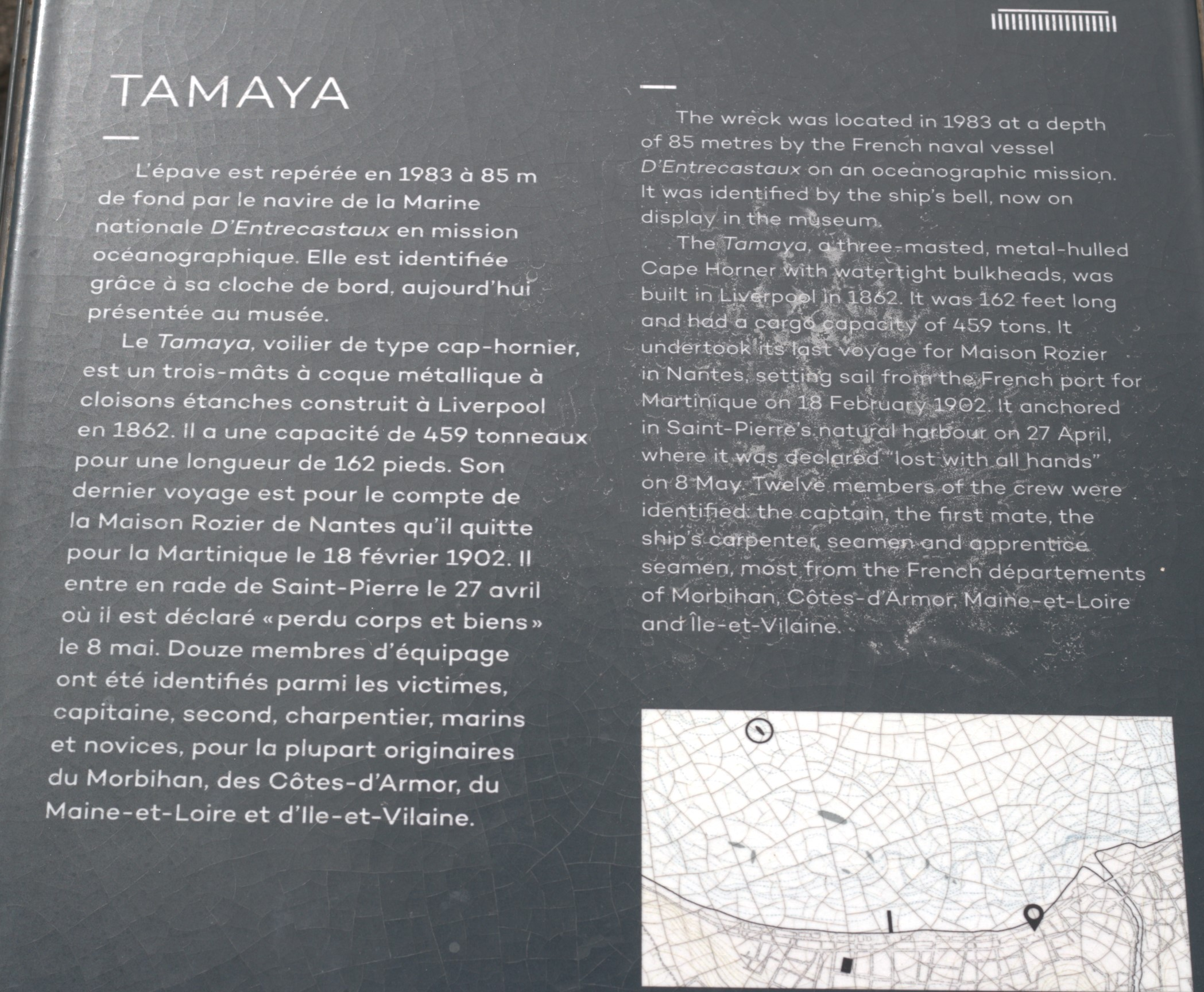
Tamaya
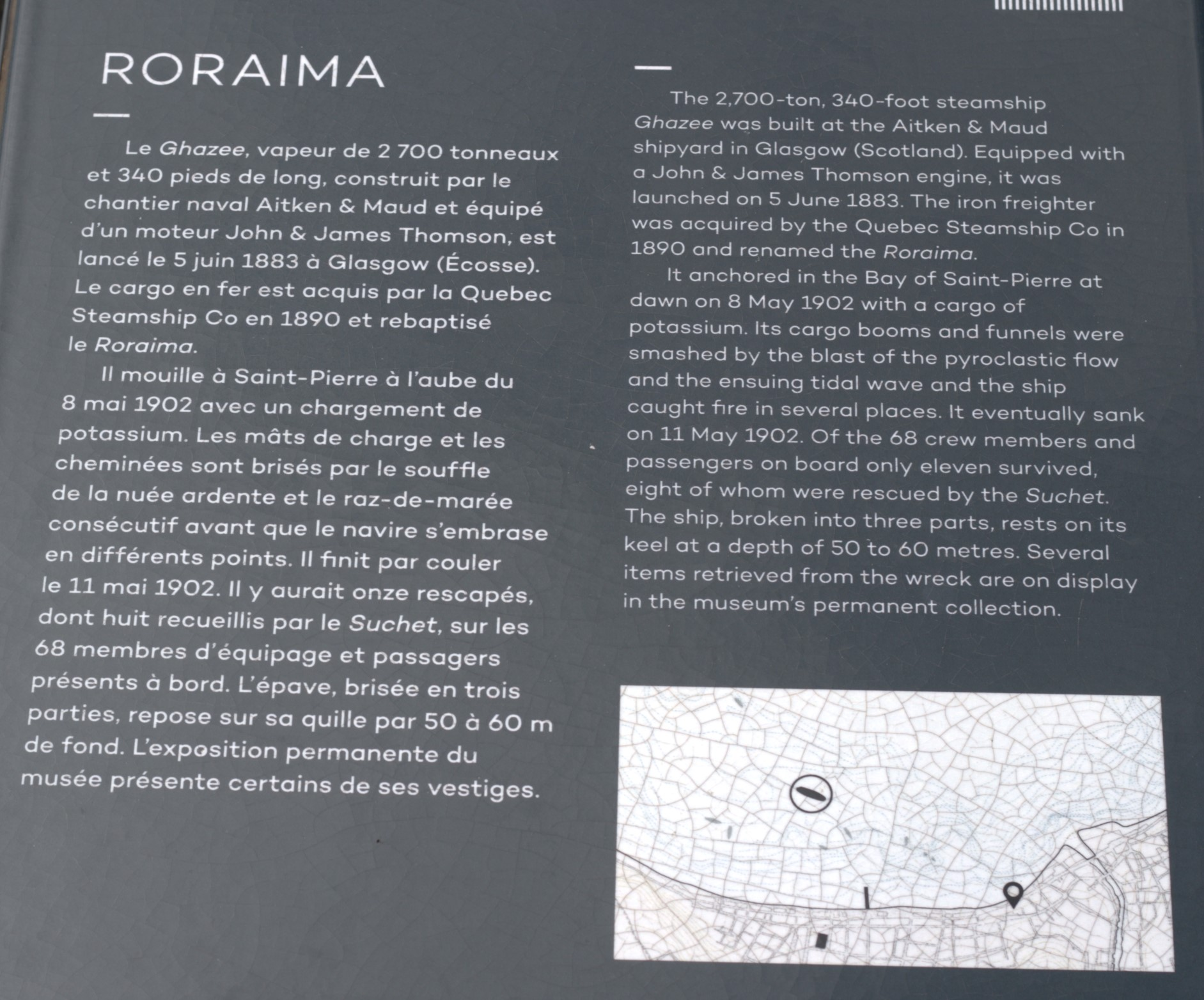
Roraima
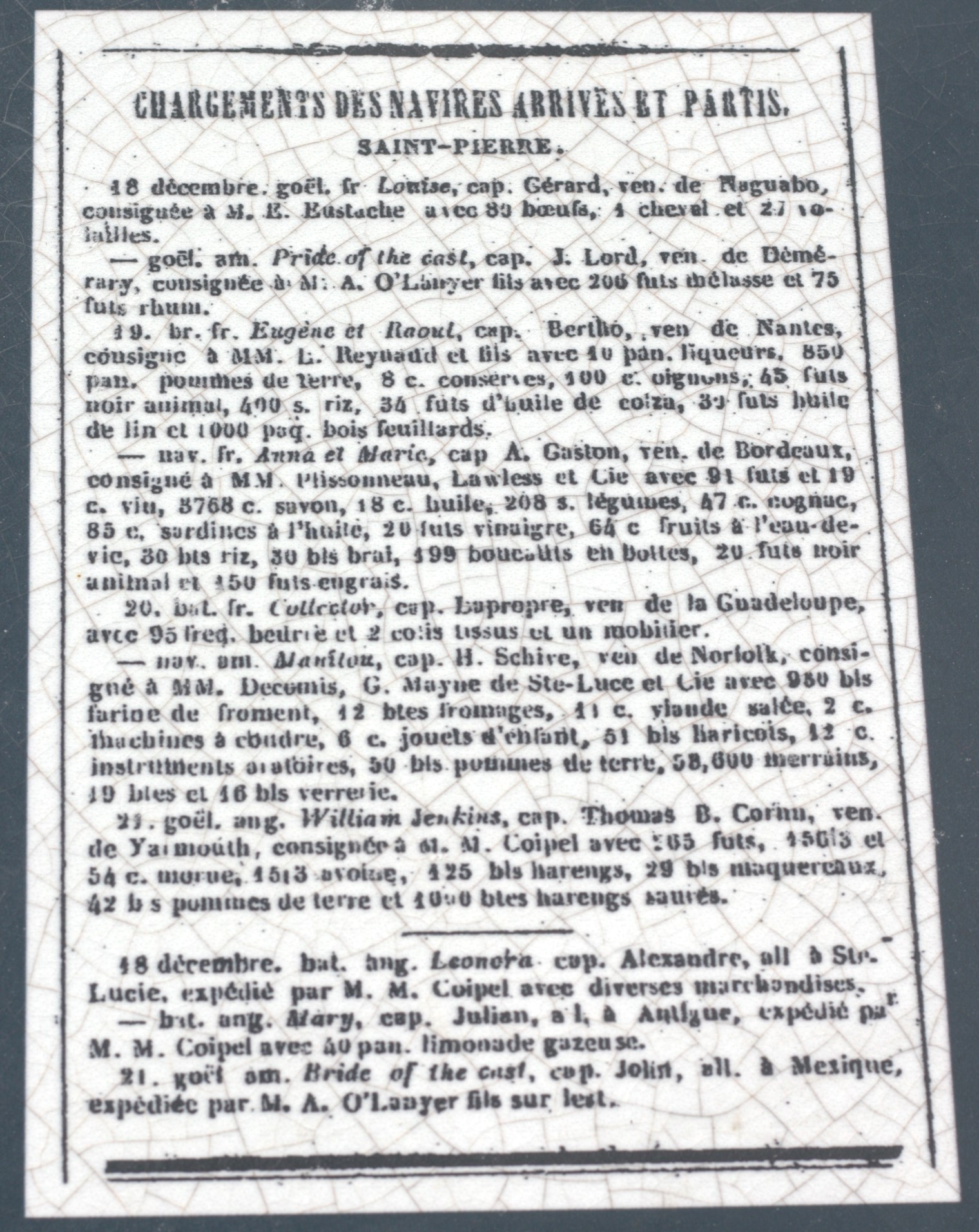